# Mutatio
Na Roma Antiga, uma  mutatio  (em Latim plural: mutationes) era uma taberna do Estado, nas principais estradas romanas, mas cuja principal função era de permitir a troca de animais de carga e sela, dos funcionários civis e militares, do Curso público (Correios) e de particulares munidos duma licença, diplomata, dada pelo imperador. Nas vias serranas, encontravam-se junto dos cursos de água, ou nas portelas, algumas integradas em pequenos povoados, ou em villae (quintas romanas), outras isoladas.
Aproximadamente todas as três mutationes, ou seja cada 30 km, havia um Mansio, uma estalagem do Estado, com comida, dormida, e cortes (stabulum) para os animais.